# Кодекс Теллеріано-Ременсіс

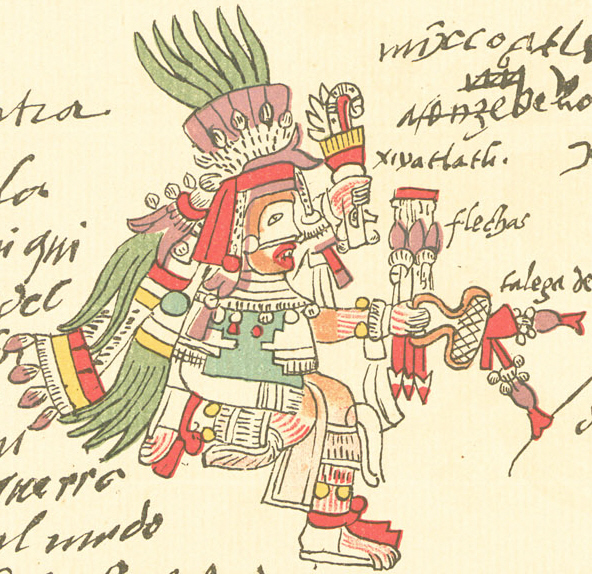
Мішкоатль в кодексі Теллеріано-Ременсіса

Кодекс Теллеріано-Ременсіс або Мексиканський рукопис 385 (Codex Telleriano-Remensis) — один з ацтекських рукописів, складений мовами науатль, піктографічними малюнками та іспанською. Створювався з перервами від 1549 до 1562 року. Авторами є декілька осіб, особистості яких не встановлені. У 2013 році зміст уперше переклали російською мовою українські фахівці С. А. Купрієнко і В. М. Талах.

## Історія
Розпочато створення у 1549 році, проте перервано й знову розпочато в 1553 році, що тривало до 1555 року. У роботі брали участь чотири людини: два художники і два коментатори. Перший художник намалював частину малюнків першого поділу кодексу (стор. 2r-4r, 5v-6r, 7r), усі малюнки другого розділу (стор. 8r-24v) та велику частину малюнків третього поділу (стор. 29r-48r). Цей талановитий майстер, безсумнівно, розумів ацтекську писемність і, ймовірно, навчався мистецтва складання кодексів ще до Конкісти. З огляду на це, дослідники вважають, що в 1553–1555 роках він був літньою людиною. Решта малюнків (стор. 1r-1v, 4v, 5r, 6v, 25r-28v) належить другому, менш майстерному художнику, ймовірно, помічнику головного.
У первинному коментуванні кодексу брали участь дві особи. Перша з них (її називають «Рука 1») красивими готичними літерами виконала глоси, що містять назви 20-денних місяців у першій частині, імена божеств в другій та імена правителів у третій, а також первинний коментар до другої частини й до сторінок 25r-39r третьої частини. Другій особі («Рука 5») належать коментар до сторінок 39v-47v в третій частині кодексу. Особливості мови й орфографії текстів дають змогу припустити, що обидва коментатори були індіанцями або метисами чи двомовними переписувачами.
Початкова редакція не була завершена, що перервало роботу — невідомо. Між 1555 та 1562 роками кодекс побував у руках щонайменше трьох невідомих коментаторів. Один з них, «Рука 2», написав коментар до першої частини й доповнив зроблені «Рукою 1» коментарі до другої. Другий, «Рука 4», залишив невеликі пояснення до сцен другої частини. А третьому, «Рука 6», належить невелика хронологічна замітка на стор. 48r.
Приблизно 1562 року рукопис потрапив до шостого коментатора («Рука 3»), ім'я якого вдалося встановити — чернець-домініканець Педро де лос Ріос. Останній розглядав цей рукопис як підготовку до власної праці, що в подальшому стала відома як Ватиканський кодекс А, або Кодекс Ріоса.
Після цього до 1700 року відомостей про рукопис немає. У 1700 році в числі інших 500 рукописів його було передано першим пером Франції герцогом-архієпископом Реймським Шарлем-Морісом Ле-Тельє (сином канцлера Мішеля Ле-Тельє і братом військового міністра Людовика XIV маркіза де Лувуа) в дар Королівській бібліотеці. Після цього про кодекс забули.
Між 1804 та 1810 роками німецький географ, натураліст і мандрівник Александер фон Гумбольдт знову виявив його у фондах Імператорської бібліотеки в Парижі і не описав у своїй книзі «Вид Кордильєр і пам'ятників народів Америки», виданій у 1810 році. Саме Гумбольдт дав рукопису латинську назву на честь особи, яка подарувала список бібліотеці: «Кодекс Теллеріано-Ременсіс».
Уперше опубліковано в 1830–1831 роках у I, V і VI томах «Мексиканських старожитностей» лорда Кінгсборо. У 1855 році Х. Ф. Рамірес виконав з оригіналу першу транскрипцію коментаря. Вона залишилася неопублікованою, але була використана Ф. дель Пасо-і-Тронкосо в дослідженні кодексу, опублікованого в 1898 році. Літографоване видання з коментарями та транскрипцією Е.-Т. Амі було зроблено в 1899 році Ж. Флорімоном, герцогом де Лубат. Його відтворення були перевидані в 1964 році в Мехіко у виданні «Мексиканські давнини» з коментарями Х. Корона Нуньєса. У 1995 році Е. Кіньонес Кебер надав детальний коментар та аналіз тексту, забезпеченого англійським перекладом. У 2013 році здійснили переклад російською мовою українські лінгвісти С. Купрієнко та В. Талах.
Під номером «Мексиканський 385», присвоєним у 1899 році, він тепер зберігається в Національній бібліотеці Франції в Парижі.

## Опис
Кодекс складається з 50 аркушів розміром 32х22 см у пергаментній обкладинці, заміненій після реставрації 1966–1967 років.

## Зміст
Перший та другий розділи присвячені сонячному (неповний — від 8 до 18 місяця) та ритуальному календарям відповідно. Початок Кодексу втрачено, втім, з наявних у ньому відомостей вчені роблять висновок, що описаний у першому розділі рік починався з місяця, що називався в ацтеків атлькауало, що відповідало 24 лютого. Однією з проблем є порівняння ацтекських та європейських дат. Деякі дослідники вважають, що в Кодексі вказані європейські дати свят, що припадають насправді не на перші, а на останні дні відповідних місяців. Інший варіант пояснення — європейську відповідність приведено для місцевого варіанту календаря, в якому рік починався в 1 Тлакашіпеуалістлі (таким роком користувалися в Тескоко), а назви порядкових номерів місяців вказані відповідно до стилю Теночтітлана, де першим місяцем був 1 атлькауало.
Третій розділ кодексу являє собою хроніку в 2 частинах: стор. з 25 по 28 є інформацією про міграції протомексиканських племен протягом XII–XIII ст; стор. з 29 по 50 являють собою нарис історичних подій з XIV по XVI століття, зокрема й перші роки іспанського панування. Обидві частини мають різну стилістику.